# Tazas de té chino
Tazas de té chino es una canción perteneciente al grupo de rock argentino Don Cornelio y La Zona. Es el noveno tema perteneciente a su primer álbum homónimo editado en el año 1987. Fue escrita e interpretada por Palo Pandolfo.

## Músicos
- Palo Pandolfo: guitarra y voz
- Alejandro Varela: guitarra
- Claudio Fernández: batería
- Federico Gahzarossian: bajo
- Fernando Colombo: saxofón
- Gustavo Campana: teclados